# Andrew Dykstra
Andrew Dykstra (2 de enero de 1986) es un futbolista estadounidense. Juega de arquero y actualmente se encuentra sin equipo.

## Clubes
| Club                    | País           | Año           |
| ----------------------- | -------------- | ------------- |
| Richmond Kickers Future | Estados Unidos | 2005-2008     |
| Chicago Fire            | Estados Unidos | 2009-2010     |
| Charleston Battery      | Estados Unidos | 2011          |
| D.C. United             | Estados Unidos | 2012-2016     |
| Charleston Battery      | Estados Unidos | 2012 (cedido) |
| Richmond Kickers        | Estados Unidos | 2013 (cedido) |
| Richmond Kickers        | Estados Unidos | 2016 (cedido) |
| Sporting Kansas City    | Estados Unidos | 2017          |
| Swope Park Rangers      | Estados Unidos | 2017 (cedido) |
| Colorado Rapids         | Estados Unidos | 2018          |
| Charlotte Independence  | Estados Unidos | 2018 (cedido) |